# Université technologique Bel Campus
L'Université technologique Bel Campus (UTBC) est un établissement privé d'enseignement supérieur situé à Kinshasa, en République Démocratique du Congo. Fondée le 6 décembre 1997 par M. Léopold Bossekota W’atshia, elle a été officiellement agréée par le Décret no 06/0106 du 12 juin 2006.

## Localisation
L'UTBC est située au numéro 17 de la 8e Rue, Quartier Industriel, dans la commune de Limete, à Kinshasa.

## Facultés et programmes
L'université propose plusieurs facultés, notamment,, :
- Médecine
- Droit
- Agronomie
- Sciences économiques et de Gestion
- Informatique
- Sciences sociales, politiques et administratives.

Des projets sont en cours pour l'ouverture des facultés des Sciences de la Motricité et d'Agronomie, Foresterie et Environnement.

## Effectifs et corps enseignant
L'UTBC compte plus de 3 600 étudiants et 202 enseignants et chercheurs. Depuis sa création, l'université a diplômé plus de 3 500 étudiants, dont 46 % sont des femmes.

## Reconnaissance et classements
L'UTBC est reconnue pour l'excellence de sa faculté de médecine, proclamée meilleure du pays. Entre 2003 et 2014, 1 355 médecins y ont été formés et exercent désormais dans des hôpitaux à travers le monde.

## Projets et développements futurs
L'université prévoit la construction d'un centre médical universitaire, d'un centre sportif, l'intégration de logements étudiants, de laboratoires d'agronomie et l'expansion de ses bibliothèques académiques.

## Langues et certifications
Depuis 2012, l'UTBC est un centre officiel pour le Test of English as a Foreign LanguageTOEFL et le TOEIC. Un nouveau laboratoire de langues est en cours d'installation pour offrir aux étudiants une formation approfondie en anglais.

## Engagement communautaire
L'UTBC s'engage à fournir une éducation de qualité supérieure dans un environnement propice à l'apprentissage et à la réussite, contribuant ainsi au développement de la jeunesse congolaise et au progrès du pays.